# Карасаївська сільська рада
Караса́ївська сільська рада (рос. Карасаевский сельский совет) — сільське поселення у складі Акбулацького району Оренбурзької області Росії.
Адміністративний центр — село Карасай.

## Історія
2013 року ліквідована Карповська сільська рада (село Карповка, селище Салідовка), територія увійшла до складу Карасаївської сільради.

## Населення
Населення — 764 особи (2019; 913 в 2010, 1173 у 2002).

## Склад
До складу сільської ради входять:
| Населений пункт   | Населення, осіб (2002) | Населення, осіб (2010) |
| ----------------- | ---------------------- | ---------------------- |
| Карасай, село     | 712                    | 602                    |
| Карповка, село    | 446                    | 307                    |
| Салідовка, селище | 15                     | 4                      |